# Shakwe
Shakwe è un villaggio del Botswana situato nel distretto Centrale, sottodistretto di Mahalapye. Il villaggio, secondo il censimento del 2011, conta 976 abitanti.

## Località
Nel territorio del villaggio sono presenti le seguenti 9 località:
- Jokosekei di 4 abitanti,
- Makobesane di 9 abitanti,
- Makobese di 39 abitanti,
- Malatso di 31 abitanti,
- Masweaphiri di 21 abitanti,
- Mookametsana di 24 abitanti,
- Nkgodi,
- Shakwe 2 Lands di 59 abitanti,
- Shakwe Lands di 76 abitanti